# 林頓-史密斯冰原島峰
70°17′S 72°45′E / 70.283°S 72.750°E
林頓-史密斯冰原島峰（英語：Linton-Smith Nunataks），是南極洲的冰原島峰，位於伊麗莎白公主地，處於詹寧斯岬和賴因博爾特丘陵之間，現時由南極條約體系管理。